# Pterostylis concinna
Pterostylis concinna är en orkidéart som beskrevs av Robert Brown. Pterostylis concinna ingår i släktet Pterostylis och familjen orkidéer. Inga underarter finns listade i Catalogue of Life.